# Marisa Merlini
Marisa Merlini, nata Maria Luisa Merlin (Roma, 6 agosto 1923 – Roma, 27 luglio 2008), è stata un'attrice italiana.

## Biografia
Nata Merlin, da una famiglia borghese, crebbe a Monteverde Vecchio, quartiere storico di Roma, insieme ai suoi quattro fratelli. Iniziò a studiare alla scuola di recitazione della contessa Serra, partecipando agli spettacoli del Teatro dei fanciulli (oggi Teatro Flaiano, nel rione Pigna). Ben presto però, dopo che il padre abbandonò il tetto coniugale, la giovane Marisa, per supplire alle esigenze economiche, dovette interrompere gli studi e lavorare a tempo pieno presso un emporio di profumi. 
Qui venne notata da Mariuccia Giuliano, moglie dell'attore Macario che in quel periodo stava reclutando delle soubrette per la sua rivista. Nel 1941 la Merlini esordì con successo al Teatro Valle. Per la sua prorompente bellezza fu scelta come modella da Gino Boccasile per le illustrazioni del settimanale Signorina grandi firme. In piena guerra continuò la carriera nel Teatro di rivista: nel 1943 fu chiamata da Totò per lo spettacolo Che ti sei messo in testa?, insieme ad Anna Magnani, di cui sarebbe divenuta grande amica. Intanto aveva esordito sul grande schermo recitando una piccola parte in Stasera niente di nuovo (1942) di Mario Mattoli. Nel 1944 prese parte alla rivista Cantachiaro di Franco Monicelli, Garinei e Giovannini. 

Marisa Merlini con Vittorio De Sica in Pane, amore e fantasia (1953)

Dopo un ruolo minore in Roma città libera (1946) fu a partire dal 1949 che intensificò la propria attività cinematografica, imponendosi come una delle migliori attrici caratteriste dell'epoca. Nella sua lunga carriera, durata oltre quattro decenni, interpretò più di 160 pellicole, sia cinematografiche che televisive (senza dimenticare il palcoscenico). Eccellente nelle parti brillanti, diventò, ad esempio, una levatrice nubile che conquista il cuore del maresciallo Carotenuto (Vittorio De Sica) in Pane, amore e fantasia (1953) e nel suo seguito Pane, amore e gelosia (1954), entrambi diretti da Luigi Comencini, quindi la compagna di Alberto Sordi in Il vigile (1960), diretto da Luigi Zampa e un'allegra prostituta in Dramma della gelosia (1970), diretto da Ettore Scola.

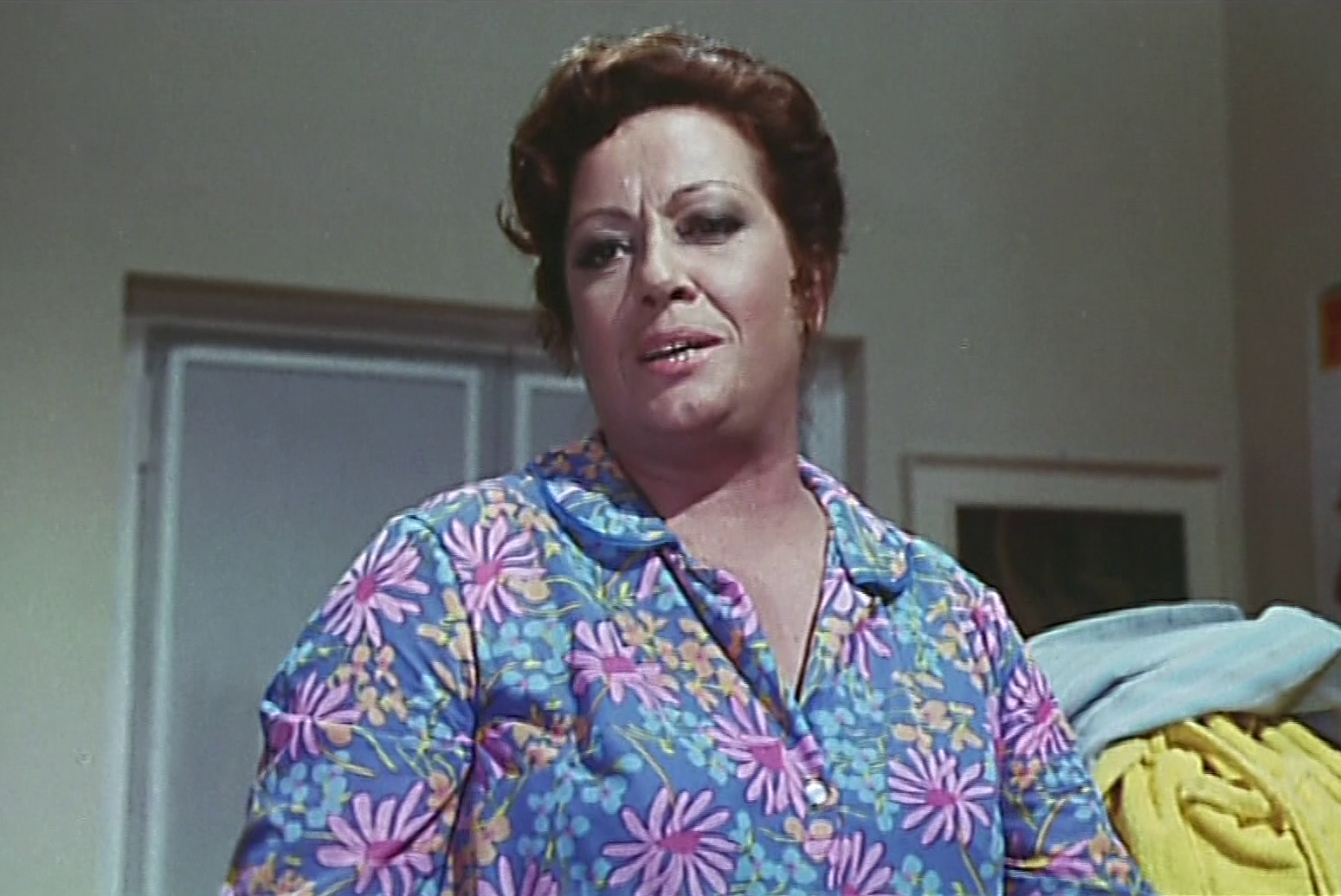
Marisa Merlini in Donne... botte e bersaglieri (1968)

Ruoli più impegnativi saranno quelli della turista malinconica in Tempo di villeggiatura (1956) di Antonio Racioppi, con cui vinse il Nastro d'argento nel 1957 come miglior attrice non protagonista. A partire dagli anni ottanta, lavorerà soprattutto in commedie sexy all'italiana o in film comici, accettando parti più "leggere". Fu ad esempio una chiromante in Pierino contro tutti di Marino Girolami (1981), la suocera manesca di Alvaro Vitali in Il tifoso, l'arbitro e il calciatore (1983) e una barbona in Ricky & Barabba di Christian De Sica (1992).
La Merlini apparve per l'ultima volta sul grande schermo in La seconda notte di nozze (2005), diretto da Pupi Avati, mentre la sua ultima interpretazione televisiva fu nella miniserie televisiva in due puntate La buona battaglia - Don Pietro Pappagallo, diretta nel 2006 da Gianfranco Albano.
Morì all'età di 84 anni nella sua casa romana. I funerali si svolsero in forma privata il 30 luglio, presso la Chiesa degli artisti in piazza del Popolo a Roma. In seguito è stata cremata e le sue ceneri sono conservate nel cimitero di San Felice Circeo (LT).

## Vita privata
Estremamente riservata, negli anni sessanta, il 24 ottobre 1966 si sposò con un uomo più giovane di lei – Marcello Marsiglia, di 22 anni – e nel 1968 adottò una bimba di nome Susanna; tuttavia il matrimonio non durò molto. Successivamente fu resa nota una sua relazione col politico Antonello Trombadori.

## Filmografia

### Cinema

Marisa Merlini con Totò in Destinazione Piovarolo (1955)

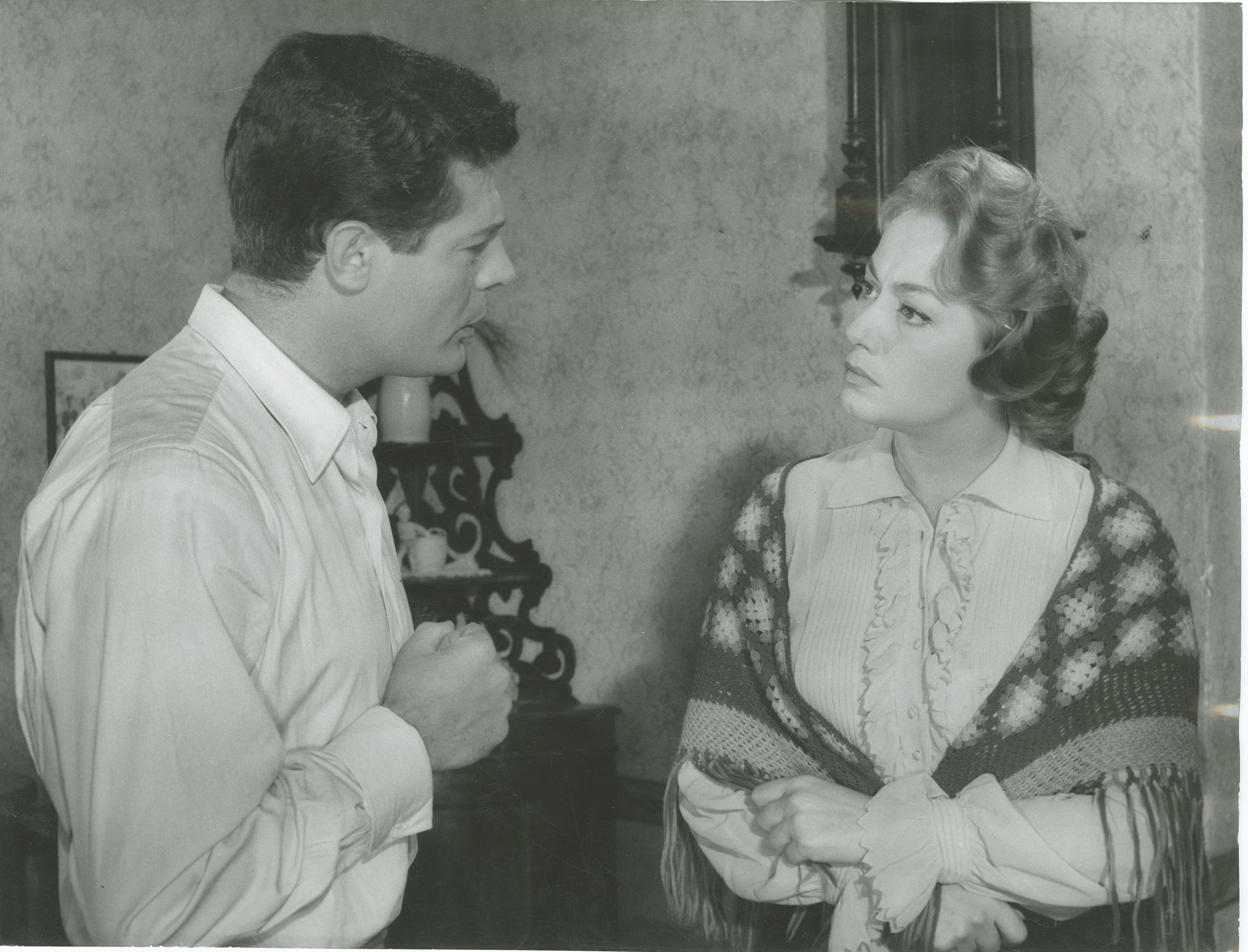
Marisa Merlini con Marcello Mastroianni ne Il medico e lo stregone (1957)

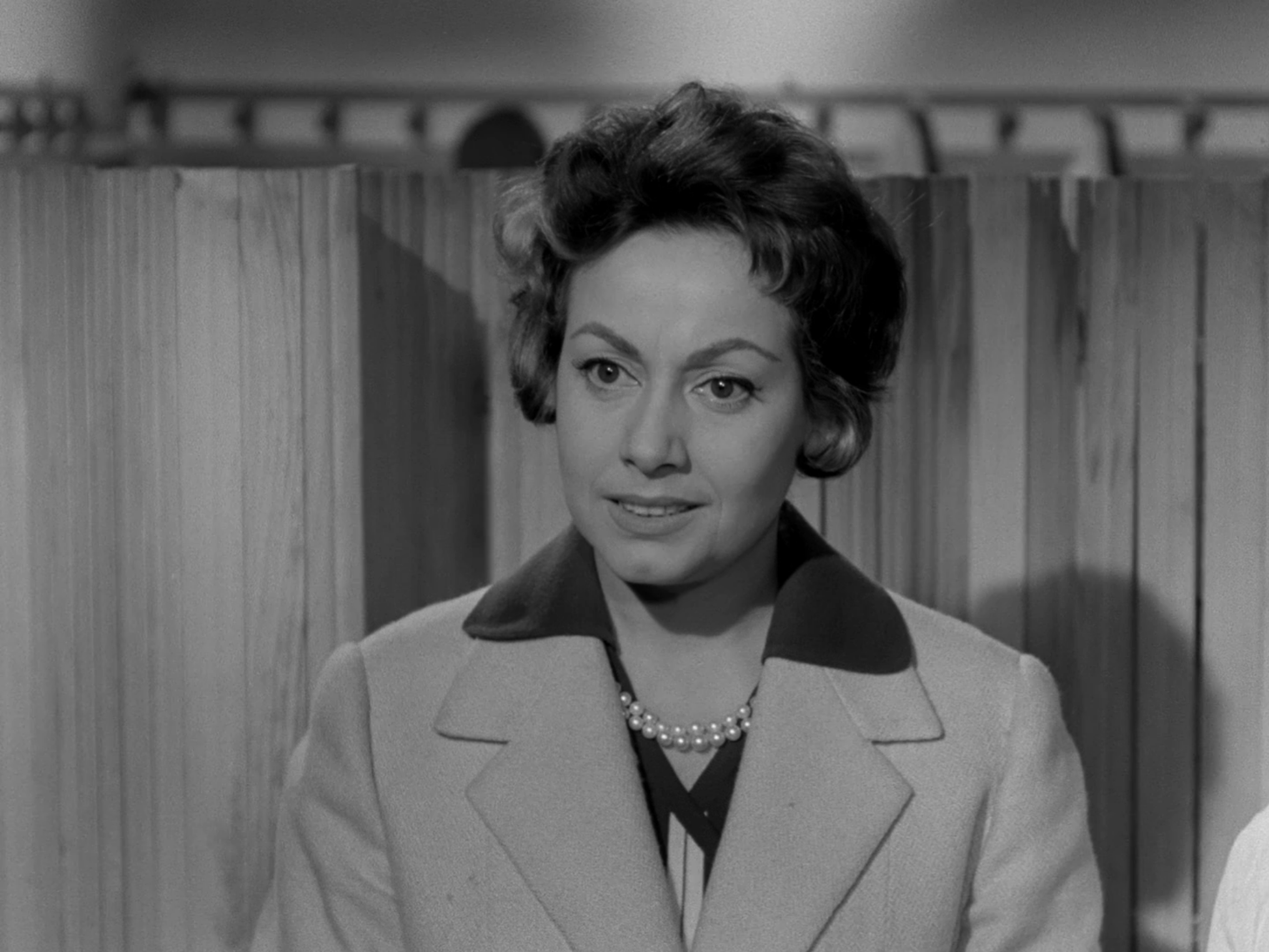
Marisa Merlini in Io, mammeta e tu (1958)

- Stasera niente di nuovo, regia di Mario Mattoli (1942)
- Roma città libera, regia di Marcello Pagliero (1946)
- Totò cerca casa, regia di Steno e Mario Monicelli (1949)
- L'imperatore di Capri, regia di Luigi Comencini (1949)
- Vivere a sbafo, regia di Giorgio Ferroni (1949)
- Se fossi deputato, regia di Giorgio Simonelli (1949)
- Marechiaro, regia di Giorgio Ferroni (1949)
- Amori e veleni, regia di Giorgio Simonelli (1950)
- Totò cerca moglie, regia di Carlo Ludovico Bragaglia (1950)
- Zappatore, regia di Rate Furlan (1950)
- Il capitano nero, regia di Giorgio Ansoldi e Alberto Pozzetti (1951)
- Napoleone, regia di Carlo Borghesio (1951)
- I due sergenti, regia di Carlo Alberto Chiesa (1951)
- Stasera sciopero, regia di Mario Bonnard (1951)
- Tormento di anime, regia di Cesare Barlacchi (1951)
- La famiglia Passaguai fa fortuna, regia di Aldo Fabrizi (1952)
- L'eroe sono io, regia di Carlo Ludovico Bragaglia (1952)
- Io, Amleto, regia di Giorgio Simonelli (1952)
- Ergastolo, regia di Luigi Capuano (1952)
- Altri tempi - Zibaldone n. 1, regia di Alessandro Blasetti (1952)
- Viva il cinema!, regia di Enzo Trapani (1952)
- Cani e gatti, regia di Leonardo De Mitri (1952)
- Il tallone d'Achille, regia di Mario Amendola e Ruggero Maccari (1952)
- Er fattaccio, regia di Riccardo Moschino (1952)
- Gli angeli del quartiere, regia di Carlo Borghesio (1952)
- Gli eroi della domenica, regia di Mario Camerini (1952)
- Anna perdonami, regia di Tanio Boccia (1953)
- Infame accusa, regia di Giuseppe Vari (1953)
- Sua Altezza ha detto: no!, regia di Maria Basaglia (1953)
- Viva la rivista!, regia di Enzo Trapani (1953)
- Ti ho sempre amato!, regia di Mario Costa (1953)
- Finalmente libero, regia di Mario Amendola e Ruggero Maccari (1953)
- Pane, amore e fantasia, regia di Luigi Comencini (1953)
- La prigioniera di Amalfi, regia di Giorgio Cristallini (1954)
- Due lacrime, regia di Giuseppe Vari (1954)
- Pane, amore e gelosia, regia di Luigi Comencini (1954)
- Di qua, di là del Piave, regia di Guido Leoni (1954)
- Gli amori di Manon Lescaut, regia di Mario Costa (1955)
- Le signorine dello 04, regia di Gianni Franciolini (1955)
- Destinazione Piovarolo, regia di Domenico Paolella (1955)
- La canzone del cuore, regia di Carlo Campogalliani (1955)
- Cortile, regia di Antonio Petrucci (1955)
- Porta un bacione a Firenze, regia di Camillo Mastrocinque (1955)
- Tempo di villeggiatura, regia di Antonio Racioppi (1956)
- Il bigamo, regia di Luciano Emmer (1956)
- Dinanzi a noi il cielo, regia di Roberto Savarese (1957)
- Il medico e lo stregone, regia di Mario Monicelli (1957)
- Padri e figli, regia di Mario Monicelli (1957)
- Il momento più bello, regia di Luciano Emmer (1957)
- Liana, la schiava bianca (Liane, die weiße Sklavin), regia di Gino Talamo (1957)
- Mariti in città, regia di Luigi Comencini (1957)
- Vacanze a Ischia, regia di Mario Camerini (1957)
- Io, mammeta e tu, regia di Carlo Ludovico Bragaglia (1958)
- Ladro lui, ladra lei, regia di Luigi Zampa (1958)
- Resurrezione (Auferstehung), regia di Rolf Hansen (1958)
- Il bacio del sole (Don Vesuvio), regia di Siro Marcellini (1958)
- La cento chilometri, regia di Giulio Petroni (1959)
- Roulotte e roulette, regia di Turi Vasile (1959)
- Il mondo dei miracoli, regia di Luigi Capuano (1959)
- Tutti innamorati, regia di Giuseppe Orlandini (1959)
- Juke box - Urli d'amore, regia di Mauro Morassi (1959)
- I piaceri dello scapolo, regia di Giulio Petroni (1960)
- Il carro armato dell'8 settembre, regia di Gianni Puccini (1960)
- Il vigile, regia di Luigi Zampa (1960)
- La garçonnière, regia di Giuseppe De Santis (1960)
- Ferragosto in bikini, regia di Marino Girolami (1960)
- Fra' Manisco cerca guai..., regia di Armando William Tamburella (1960)
- Le ambiziose, regia di Antonio Amendola (1961)
- Gli incensurati, regia di Francesco Giaculli (1961)
- Mariti a congresso, regia di Luigi Filippo D'Amico (1961)
- Akiko, regia di Luigi Filippo D'Amico (1961)
- Il mondo nella mia tasca (An einem Freitag um halb zwölf), regia di Alvin Rakoff (1961)
- Il giudizio universale, regia di Vittorio De Sica (1961)
- Il mantenuto, regia di Ugo Tognazzi (1961)
- Nerone '71, regia di Filippo Walter Ratti (1962)
- Bandito sì... ma d'onore (La Vendetta), regia di Jean Cherasse (1962)
- Colpo gobbo all'italiana, regia di Lucio Fulci (1962)
- Le massaggiatrici, regia di Lucio Fulci (1962)
- Esame di guida (Tempo di Roma), regia di Denys de La Patellière (1963)
- I mostri, regia di Dino Risi (1963)
- La ragazza meravigliosa, regia di Sergio Grieco (1964)
- Crucero de verano, regia di Luis Lucia (1964)
- Squillo, regia di Mario Sabatini (1965)
- Questa pazza, pazza, pazza, gioventù (Loca juventud), regia di Sergio Grieco (1965)
- Un amore, regia di Gianni Vernuccio (1965)
- La fabbrica dei soldi, regia di Riccardo Pazzaglia (1966)
- Io, io, io... e gli altri, regia di Alessandro Blasetti (1966)
- La ragazza in prestito, regia di Alfredo Giannetti (1966)
- Gli altri, gli altri... e noi, regia di Maurizio Arena (1967)
- Il sigillo di Pechino (Die Hölle von Macao), regia di Frank Winterstein (1967)
- Toutes folles de lui, regia di Norbert Carbonnaux (1967)
- Donne... botte e bersaglieri, regia di Ruggero Deodato (1968)
- Il grande silenzio, regia di Sergio Corbucci (1968)
- Lisa dagli occhi blu, regia di Bruno Corbucci (1969)
- Dramma della gelosia, regia di Ettore Scola (1970)
- Ninì Tirabusciò, la donna che inventò la mossa, regia di Marcello Fondato (1970)
- Non commettere atti impuri, regia di Giulio Petroni (1971)
- Mio padre monsignore, regia di Antonio Racioppi (1971)
- Continuavano a chiamarli i due piloti più matti del mondo, regia di Mariano Laurenti (1972)
- Il maschio ruspante, regia di Antonio Racioppi (1973)
- L'albero dalle foglie rosa, regia di Armando Nannuzzi (1974)
- A pugni nudi, regia di Marcello Zeani (1974)
- Cinque matti vanno in guerra (Les bidasses s'en vont en guerre), regia di Claude Zidi (1974)
- Le dolci zie, regia di Mario Imperoli (1975)
- Una bella governante di colore, regia di Luigi Russo (1976)
- Stangata in famiglia, regia di Franco Nucci (1976)
- Le impiegate stradali (Batton Story), regia di Mario Landi (1976)
- Oh, Serafina!, regia di Alberto Lattuada (1976)
- La bidonata, regia di Luciano Ercoli (1977)
- La mazzetta, regia di Sergio Corbucci (1978)
- La moglie in vacanza... l'amante in città, regia di Sergio Martino (1980)
- L'altra donna, regia di Peter Del Monte (1981)
- Pierino contro tutti, regia di Marino Girolami (1981)
- Mia moglie torna a scuola, regia di Giuliano Carnimeo (1981)
- L'onorevole con l'amante sotto il letto, regia di Mariano Laurenti (1981)
- Cornetti alla crema, regia di Sergio Martino (1981)
- Gian Burrasca, regia di Pier Francesco Pingitore (1982)
- Arrivano i miei, regia di Nini Salerno (1983)
- Sfrattato cerca casa equo canone, regia di Pier Francesco Pingitore (1983)
- Il tifoso, l'arbitro e il calciatore, regia di Pier Francesco Pingitore (1983)
- Qualcosa di biondo, regia di Maurizio Ponzi (1984)
- Mutande pazze, regia di Roberto D'Agostino (1992)
- Ricky & Barabba, regia di Christian De Sica (1992)
- Mi fai un favore, regia di Giancarlo Scarchilli (1996)
- Pazzo d'amore, regia di Mariano Laurenti (1999)
- Vacanze sulla neve, regia di Mariano Laurenti (1999)
- Teste di cocco, regia di Ugo Fabrizio Giordani (2000)
- Calmi cuori appassionati (Reisei to jônetsu no aida), regia di Isamu Nakae (2001)
- La seconda notte di nozze, regia di Pupi Avati (2005)

### Televisione
- Tutto Totò, epis. Totò Ye Ye di Daniele D'Anza (1967)
- Le inchieste del commissario Maigret, epis. La chiusa di Mario Landi (1968)
- Stasera Fernandel, epis. Terrore al castello, di Camillo Mastrocinque (1968)
- Le inchieste del commissario Maigret, epis. Il pazzo di Bergerac di Mario Landi (1972)
- Una città in fondo alla strada di Mauro Severino (1975)
- Qui squadra mobile, epis. Omissione di soccorso di Anton Giulio Majano (1976)
- Storia d'amore e d'amicizia di Franco Rossi (1982)
- Quei trentasei gradini di Luigi Perelli (1984)
- Aeroporto internazionale – serie TV (1985)
- Villa Arzilla di Gigi Proietti (1990)
- Pronto soccorso - miniserie TV (1990)
- Italian Restaurant di Giorgio Capitani (1994)
- Ladri si nasce, regia di Pier Francesco Pingitore (1996)
- Pazza famiglia 2, regia di Enrico Montesano (1996)
- Un posto al sole (1997)
- Don Luca di Marco Maccaferri e Marco Mattolini (2000)
- Le ali della vita di Stefano Reali (2000)
- Le ali della vita 2 di Stefano Reali (2001)
- Don Luca 2 di Marco Maccaferri e Marco Mattolini (2003)
- La buona battaglia - Don Pietro Pappagallo di Gianfranco Albano (2006)

## Pubblicità
Nel 1967 e 1968 partecipò, insieme a numerosi altri attori e attrici, a una lunga serie di sketch della rubrica pubblicitaria televisiva Carosello che rappresentarono una versione a puntate del libro Cuore di Edmondo De Amicis, con regista, sceneggiatore e produttore Sandro Bolchi, pubblicizzando la cioccolata Nutella della Ferrero.

## Doppiatrici
Marisa Merlini è stata doppiata in diversi film. Esattamente da:
- Giovanna Scotto in Se fossi deputato, Il capitano nero, Ti ho sempre amato!
- Dhia Cristiani in Io, Amleto, Due lacrime (dialoghi), Resurrezione
- Tina Lattanzi in Zappatore, Gli amori di Manon Lescaut
- Adriana Parrella in Ergastolo, Pane, amore e fantasia
- Lydia Simoneschi in Ladro lui, ladra lei, Ferragosto in bikini
- Maria Saccenti in Finalmente libero
- Carla Boni in Due lacrime (canto)
- Laura Carli in Cortile
- Wanda Tettoni in Porta un bacione a Firenze
- Noemi Gifuni in Il giudizio universale